# Hinton (Stroud)
Hinton – wieś w Anglii, w hrabstwie Gloucestershire, w dystrykcie Stroud. Leży 21 km na południowy zachód od miasta Gloucester i 163 km na zachód od Londynu.